# Leopold Magon
Leopold Magon (* 3. April 1887 in Düsseldorf; † 5. Februar 1968 in Ost-Berlin) war ein deutscher Germanist, Skandinavist und Theaterwissenschaftler.

## Leben
Leopold Magon studierte germanische und klassische Philologie an den Universitäten in Leipzig, Tübingen, Berlin und Innsbruck. 1912 wurde er an der Universität Münster mit einer Arbeit über Friedrich Rückert Die Entwicklung Friedrich Rückerts bis 1810 und seine dichterischen Anfänge mit Benutzung seines handschriftlichen Nachlasses dargestellt promoviert. An dieser Universität wurde er 1917 Privatdozent. In den 1920er Jahren erarbeitete er während zweier Studienaufenthalte in Skandinavien eine Materialsammlung für seine umfangreiche Untersuchung Ein Jahrhundert geistiger und literarischer Beziehungen zwischen Deutschland und Skandinavien 1750–1850. 1928 wurde er als Professor für deutsche und nordische Philologie an die Universität Greifswald berufen. Von 1928 bis 1933 war er Direktor des Nordischen Instituts und leitete anschließend bis 1945 das Dänische, Norwegische und Isländische Institut. Da er nicht Mitglied der NSDAP war, lehnte die Philosophische Fakultät seine Wahl zum Dekan 1936 ab. Am 9. Juni 1940 beantragte er dann die Aufnahme in die NSDAP und wurde zum 1. Juli desselben Jahres aufgenommen (Mitgliedsnummer 8.277.610).
Nach Ende des Zweiten Weltkriegs wurde er im Mai 1945 von den Alliierten aus politischen Gründen entlassen, war aber im Juni 1945 bereits Dekan der Philosophischen Fakultät und setzte sich bis zu seiner Berufung an die Humboldt-Universität in Berlin im Jahre 1950 für die Wiedereröffnung des Nordischen Instituts an der Universität Greifswald ein. Von der Universität Kopenhagen wurde er mehrmals zu Gastvorträgen eingeladen. An der Humboldt-Universität wurde die Theaterwissenschaft ein weiteres Arbeitsgebiet Magons. 1960 wurde er Direktor des Instituts für Theaterwissenschaft.
1961 wurde er zum korrespondierenden und 1964 zum ordentlichen Mitglied der Deutschen Akademie der Wissenschaften zu Berlin gewählt. 1957 erhielt er den Vaterländischen Verdienstorden in Silber.
Magon war in der DDR Mitglied der CDU. Er war Mitglied der katholischen Studentenverbindungen KStV Rhenania Innsbruck, KStV Askania Berlin, KStV Teutonia Leipzig und KStV Cimbria Münster im KV.